# Madhuca obtusifolia
Madhuca obtusifolia är en tvåhjärtbladig växtart som först beskrevs av George King och James Sykes Gamble, och fick sitt nu gällande namn av Pieter van Royen. Madhuca obtusifolia ingår i släktet Madhuca och familjen Sapotaceae. IUCN kategoriserar arten globalt som otillräckligt studerad. Inga underarter finns listade i Catalogue of Life.